# Адипонектин
ADIPOQ (англ. Adiponectin, C1Q and collagen domain containing) — білок, який кодується однойменним геном, розташованим у людей на короткому плечі 3-ї хромосоми.  Довжина поліпептидного ланцюга білка становить 244 амінокислот, а молекулярна маса — 26 414.
| 10         |  | 20         |  | 30         |  | 40         |  | 50         |
| ---------- |  | ---------- |  | ---------- |  | ---------- |  | ---------- |
| MLLLGAVLLL |  | LALPGHDQET |  | TTQGPGVLLP |  | LPKGACTGWM |  | AGIPGHPGHN |
| GAPGRDGRDG |  | TPGEKGEKGD |  | PGLIGPKGDI |  | GETGVPGAEG |  | PRGFPGIQGR |
| KGEPGEGAYV |  | YRSAFSVGLE |  | TYVTIPNMPI |  | RFTKIFYNQQ |  | NHYDGSTGKF |
| HCNIPGLYYF |  | AYHITVYMKD |  | VKVSLFKKDK |  | AMLFTYDQYQ |  | ENNVDQASGS |
| VLLHLEVGDQ |  | VWLQVYGEGE |  | RNGLYADNDN |  | DSTFTGFLLY |  | HDTN       |

A: Аланін

C: Цистеїн

D: Аспарагінова кислота

E: Глутамінова кислота

F: Фенілаланін

G: Гліцин

H: Гістидин

I: Ізолейцин

K: Лізин

L: Лейцин

M: Метіонін

N: Аспарагін

P: Пролін

Q: Глутамін

R: Аргінін

S: Серин

T: Треонін

V: Валін

W: Триптофан

Кодований геном білок за функцією належить до гормонів. 
Задіяний у такому біологічному процесі як поліморфізм. 
Секретований назовні.